# Algot Friberg (friidrottare)
Algot Bertil Friberg, född den 23 mars 1925 på Ormsö i Estland, död 11 oktober 1991 i Älvsjö, var en svensk friidrottare (diskuskastning).
Friberg vann SM-guld i diskus 1950 och 1951. Han tävlade för Bellevue IK. Algot Friberg är begravd på Skogskyrkogården i Stockholm.